# Westerburer Kirche

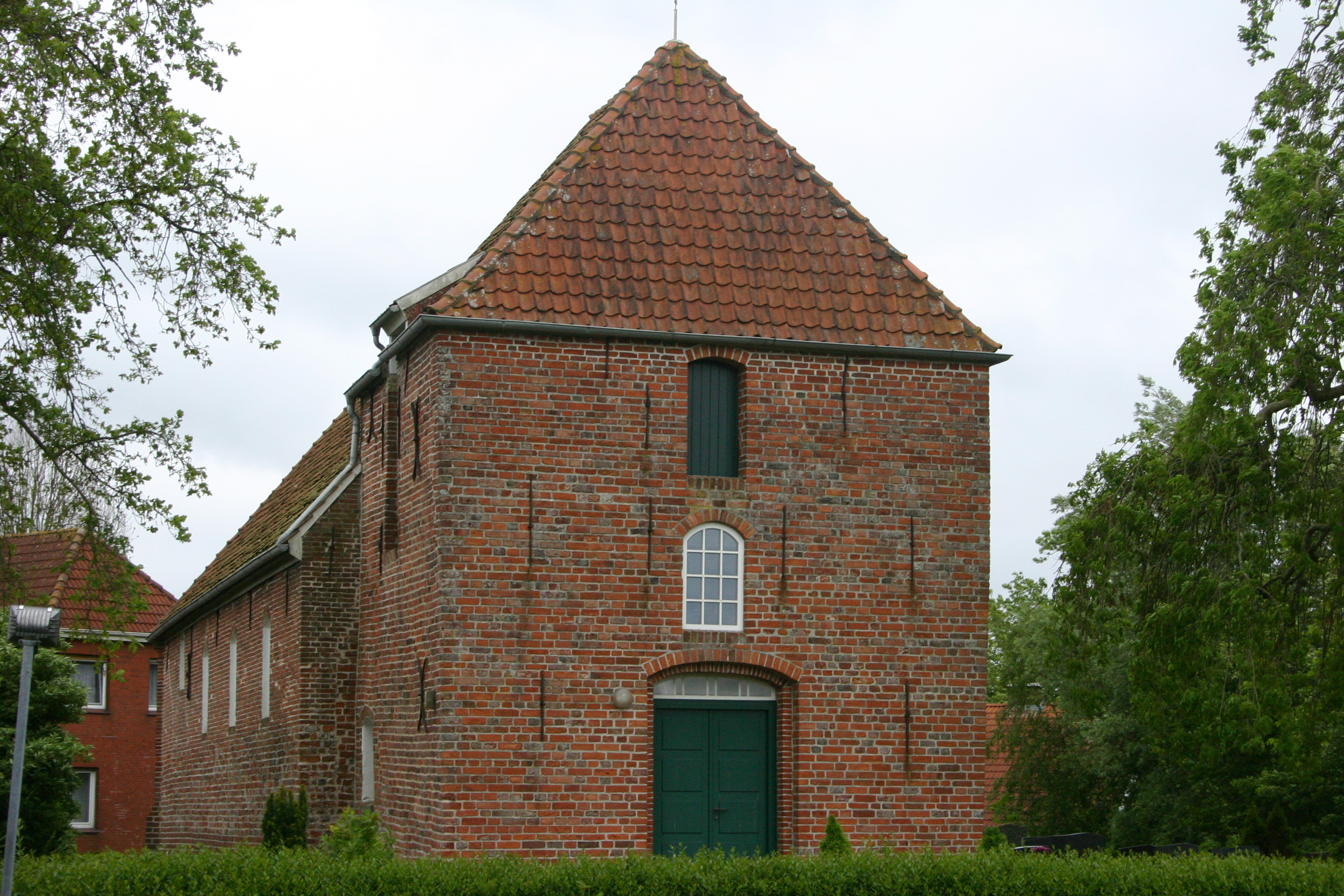
Lutherische Kirche

Die evangelisch-lutherische Westerburer Kirche steht im ostfriesischen Ort Westerbur (Gemeinde Dornum) und wurde 1753 errichtet.

## Geschichte und Baubeschreibung
Im Mittelalter unterstanden die benachbarten Dörfer des Harlingerlandes dem Sendkirchenbereich von Stedesdorf; Westerbur wird in der Auflistung nicht erwähnt. Hier soll nur eine Kapelle gestanden haben, die eine Filialkirche von Fulkum gewesen sein soll. Erstmals wird Westerbur im Jahr 1530 als Kirchspiel erwähnt. Im Zuge der Reformation wechselte die Gemeinde zum lutherischen Bekenntnis. Die Kirche wurde im Jahr 1753 auf den Grundmauern der mittelalterlichen Vorgängerkirche als Saalkirche mit polygonalem Chor erbaut. Dabei wurden die alten Backsteine wiederverwendet. Westlich ist der kleine Kirchturm angebaut, der auch als Eingang fungiert.

## Ausstattung

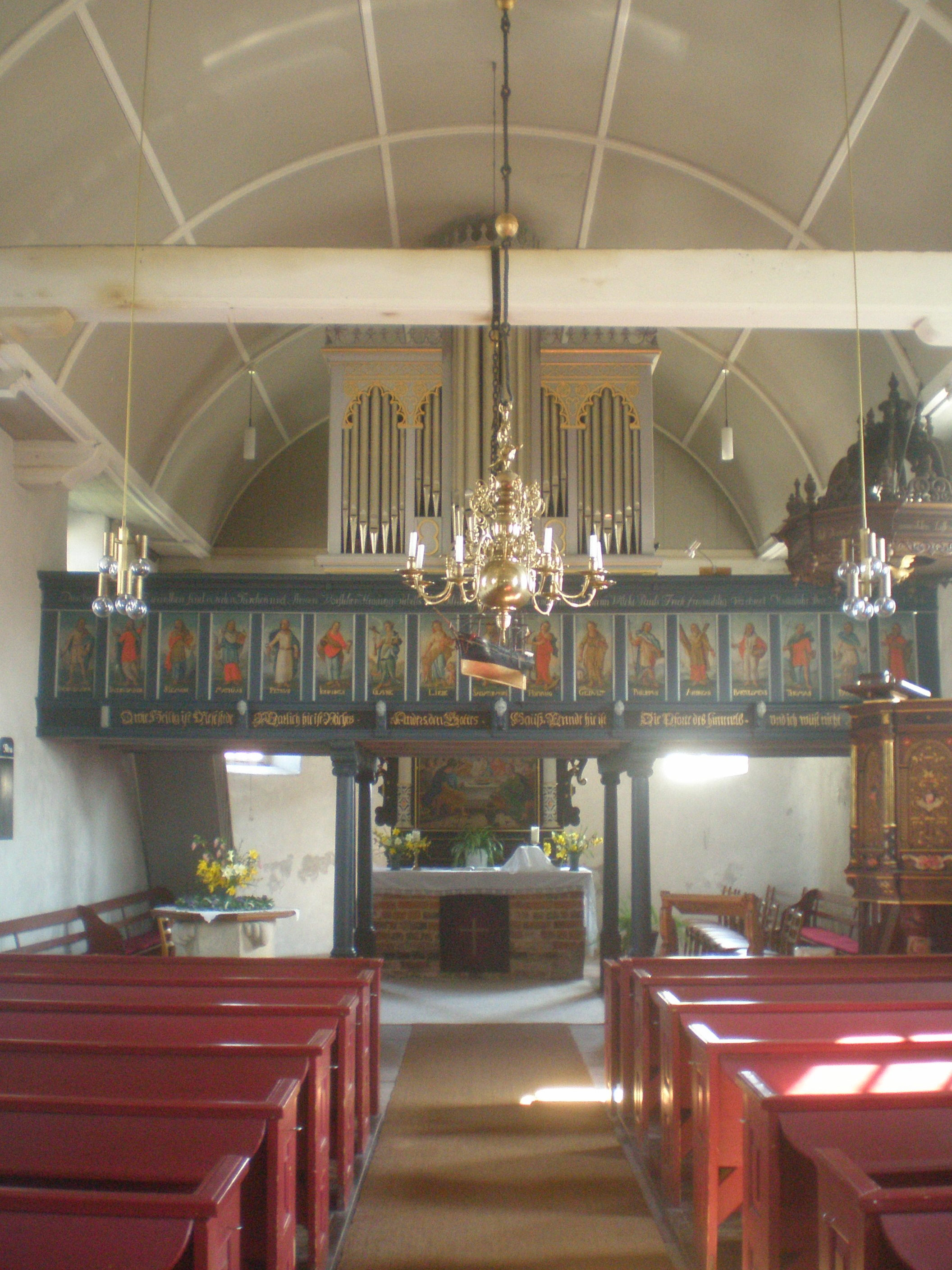
Innenraum der Westerburer Kirche

Der Innenraum wird von einem hölzernen Tonnengewölbe abgeschlossen. Die Einrichtungsgegenstände stammen im Wesentlichen aus dem Vorgängerbau. Von dem Taufbecken aus dem 13. Jahrhundert ist der achteckige Sockel mit den vier stützenden Figuren erhalten, der Taufstein wurde später ergänzt. Das Retabel mit seitlichen schmalen Säulen und durchbrochenem Ohrmuschelwerk auf der mittelalterlichen Mensa und dem alten Stipes datiert von 1643 und wurde 1823 neu mit einer Abendmahlsszene bemalt. Die Kreuzigungsgruppe aus der Mitte des 17. Jahrhunderts geht wahrscheinlich auf die Werkstatt von Jacob Cröpelin zurück.
Zu den Vasa Sacra gehören ein Kelch, der im Jahr 1632 gestiftet wurde, und eine 1765 gestiftete Kanne. Die Kanzel stammt aus dem Jahr 1642, der Schalldeckel ist ein Werk aus dem Jahr 1793. Der Messingleuchter wurde 1683 gefertigt. Im Jahr 1784 wurde die Ostempore, 1788 die Westempore gestaltet, die auf ionischen Säulen ruhen und mit 17 Abbildungen der Apostel und der Tugenden versehen sind. Das zentrale Bild mit Christus als Salvator mundi wird von den drei Christlichen Tugenden Glaube, Hoffnung und Liebe flankiert, ergänzt um die „Gedult“, an den Seiten jeweils sechs Apostel.
Das Votivschiff datiert von 1871, ein Schiff an der Turmempore von 1900.

## Orgel
Die Orgel wurde 1860 von Arnold Rohlfs gebaut und verfügt über sieben Register auf einem Manual und angehängtem Pedal. Ungewöhnlich ist dessen Bauweise als sogenanntes Messerrückenpedal, das in Ostfriesland nur selten begegnet und Rohlfs noch in Thunum (1855) und vermutlich auch in Siegelsum (1845) eingesetzt hat. Das Instrument ist weitgehend erhalten und wurde 1985 von der Orgelbaufirma Alfred Führer restauriert.
| I Manual C–f3 |               |    |
| 1.            | Principal     | 8′ |
| 2.            | Gedact        | 8′ |
| 3.            | Octave        | 4′ |
| 4.            | Flöte douce   | 4′ |
| 5.            | Quintflöte    | 3′ |
| 6.            | Octave        | 2′ |
| 7.            | Mixtur III–IV |    |

| Pedal C–g0 |
| angehängt  |